# Polycirrus nervosus
Polycirrus nervosus är en ringmaskart som beskrevs av Marenzeller 1884. Polycirrus nervosus ingår i släktet Polycirrus och familjen Terebellidae.
Artens utbredningsområde är havet kring Nya Zeeland. Inga underarter finns listade i Catalogue of Life.